# Оскар (74-та церемонія вручення)
74-та церемонія вручення премії «Оскар» за заслуги в області кінематографа за 2001 рік відбулася 24 березня 2002 року в театрі «Кодак» (Голлівуд, Лос-Анджелес). Уперше з 1960 року церемонія знову проходила у театрі «Кодак», а її ведучою, вже вчетверте, стала відома акторка Вупі Голдберг.
Номінанти були оголошені 12 лютого 2002 року президентом Академії Френком Пірсоном та актрисою Маршою Ґей Харден.
Лідером за кількістю нагород (4) та номінацій (13) став фільм Пітера Джексона «Володар перснів: Хранителі Персня», знятий за творами Дж. Р. Р. Толкієна.
Геллі Беррі стала першою темношкірою актрисою, яка здобула Премію «Оскар» за найкращу жіночу роль (за роль у фільмі «Бал монстрів»). Композитор Ренді Ньюман, маючи у своєму доробку вже 15 номінацій, цього разу нарешті переміг — його пісня до картини «Бал монстрів» була визнана найкращою.
Трансляцію 74-ї церемонії вручення премії «Оскар» здійснювала американська телевізійна мережа ABC, церемонія тривала 4 години 23 хвилини і за нею слідкував 41 мільйон глядачів США.

## Фотогалерея

### Ведуча

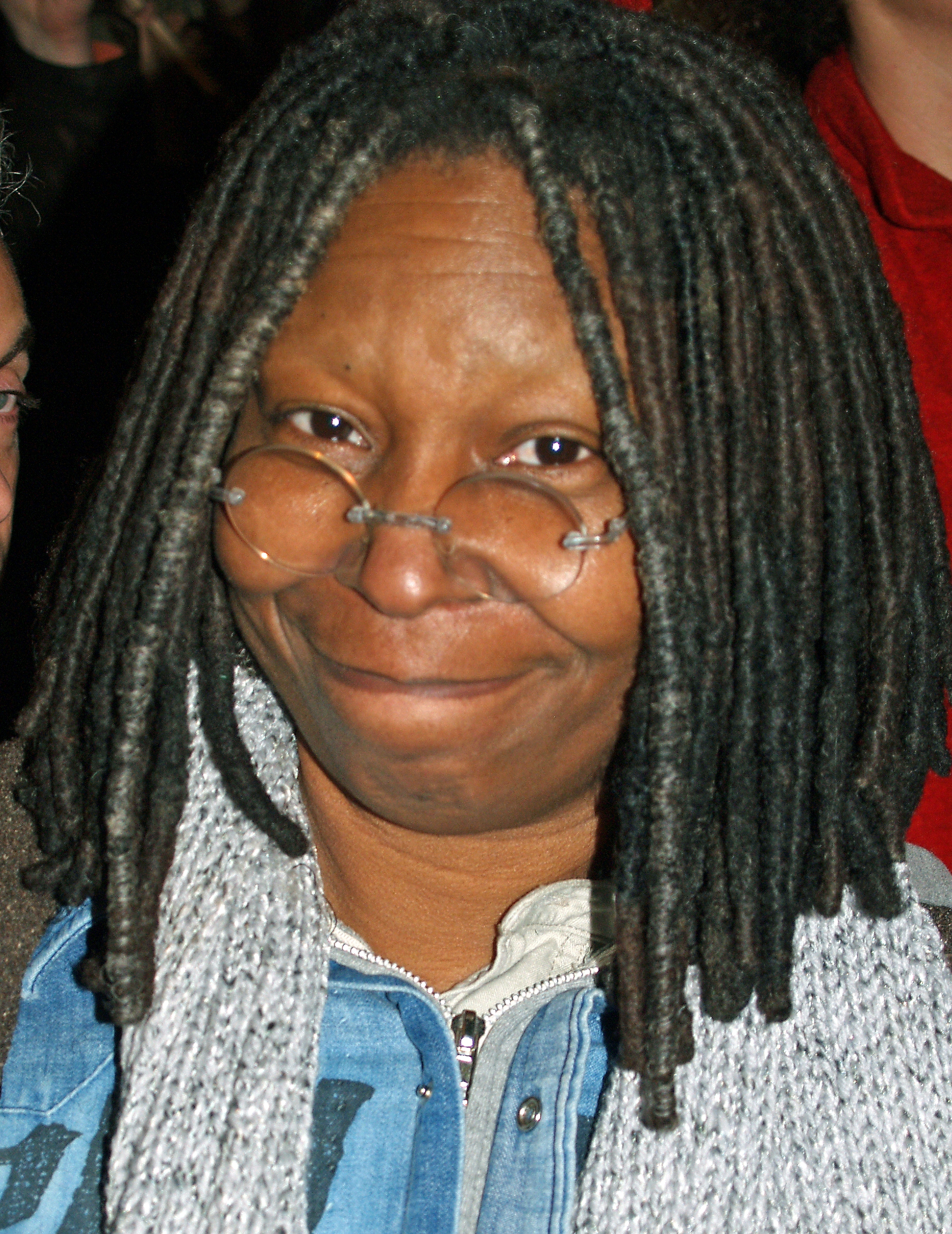
Вупі Голдберг

### Найкраща режисерська робота
| Лауреат                    | Номінанти |
| -------------------------- | --- |
| - Рон Говард «Ігри розуму» | - Рідлі Скотт «Падіння "Чорного яструба"» - Роберт Альтман «Госфорд-парк» - Пітер Джексон «Володар перснів: Братерство персня» - Девід Лінч «Малголленд-Драйв» |

### Найкраща чоловіча роль
| Лауреат                                | Номінанти                                                                                      |
| -------------------------------------- | ---------------------------------------------------------------------------------------------- |
| - Дензел Вашингтон «Тренувальний день» | - Рассел Кроу «Ігри розуму» - Шон Пенн «Я — Сем» - Вілл Сміт «Алі» - Том Вілкінсон «У спальні» |

### Найкраща жіноча роль
| Лауреат                      | Номінанти |
| ---------------------------- | --- |
| - Геллі Беррі «Бал монстрів» | - Джуді Денч «Айріс» - Ніколь Кідман «Мулен Руж!» - Сіссі Спейсек «У спальні» - Рене Зеллвегер «Щоденник Бріджит Джонс» |

### Найкраща чоловіча роль другого плану
| Лауреат                 | Номінанти |
| ----------------------- | --- |
| - Джим Бродбент «Айріс» | - Ітан Гоук «Тренувальний день» - Бен Кінґслі «Сексуальна бестія» - Єн Маккеллен «Володар перснів: Братерство персня» - Джон Войт «Алі» |

### Найкраща жіноча роль другого плану
| Лауреат                            | Номінанти                                                                                                   |
| ---------------------------------- | --- |
| - Дженніфер Коннеллі «Ігри розуму» | - Гелен Міррен «Госфорд-парк» - Меггі Сміт «Госфорд-парк» - Маріса Томей «У спальні» - Кейт Вінслет «Айріс» |

### Особливі нагороди
| - Сідні Пуатьє Премія за видатні заслуги у кінематографі - Роберт Редфорд Премія за видатні заслуги у кінематографі - Артур Гіллер Нагорода імені Джина Гершолта |

## Список лауреатів та номінантів
Кількість нагород / загальна кількість номінацій:
- 4/13: «Володар перснів: Братерство персня»
- 4/8: «Ігри розуму»
- 2/8: «Мулен Руж!»
- 2/4: «Падіння „Чорного яструба“»
- 1/7: «Госфорд-парк»
- 1/4: «Корпорація монстрів», «Перл-Гарбор»
- 1/3: «Айріс»
- 1/2: «Тренувальний день», «Бал монстрів», «Шрек»

Номіновані фільми, які не отримали нагороди:
- 5: «У спальні», «Амелі»
- 3: «Гаррі Поттер і філософський камінь»
- 2: «Алі», «Пам'ятай», «Штучний розум»
- 1: «Я — Сем», «Щоденник Бріджит Джонс», «Сексуальна тварюка», «Родина Тененбаумів», «Світ примар», «Джиммі Нейтрон: Хлопчик-геній»

### Основні категорії
Переможці виділені окремим кольором.
| Категорії                                                                    | Фотографії лауреатів                                                             | Лауреати і номінанти                                       |
| ---------------------------------------------------------------------------- | -------------------------------------------------------------------------------- | ---------------------------------------------------------- |
| Найкращий фільм Нагороду вручав Том Генкс                                    |                                                                                  | • «Ігри розуму» — Браян Грейзер, Рон Говард                |
| Найкращий фільм Нагороду вручав Том Генкс                                    | • «Госфорд-парк» — Роберт Альтман, Боб Балабан, Девід Леві                       |                                                            |
| Найкращий фільм Нагороду вручав Том Генкс                                    | • «У спальні» — Грехем Лідер, Росс Кац, Тодд Філд                                |                                                            |
| Найкращий фільм Нагороду вручав Том Генкс                                    | • «Володар перснів: Братерство персня» — Пітер Джексон, Френ Уелш, Баррі Осборн  |                                                            |
| Найкращий фільм Нагороду вручав Том Генкс                                    | • «Мулен Руж!» — Мартін Браун, Баз Лурманн, Фред Барон                           |                                                            |
| Найкраща режисерська робота Нагороду вручав Мел Гібсон                       |                                                                                  | • Рон Говард — «Ігри розуму»                               |
| Найкраща режисерська робота Нагороду вручав Мел Гібсон                       | • Рідлі Скотт — «Падіння „Чорного яструба“»                                      |                                                            |
| Найкраща режисерська робота Нагороду вручав Мел Гібсон                       | • Роберт Альтман — «Госфорд-парк»                                                |                                                            |
| Найкраща режисерська робота Нагороду вручав Мел Гібсон                       | • Пітер Джексон — «Володар перснів: Братерство персня»                           |                                                            |
| Найкраща режисерська робота Нагороду вручав Мел Гібсон                       | • Девід Лінч — «Малголленд-Драйв»                                                |                                                            |
| Найкраща чоловіча роль Нагороду вручала Джулія Робертс                       |                                                                                  | • Дензел Вашингтон — «Тренувальний день»                   |
| Найкраща чоловіча роль Нагороду вручала Джулія Робертс                       | • Рассел Кроу — «Ігри розуму»                                                    |                                                            |
| Найкраща чоловіча роль Нагороду вручала Джулія Робертс                       | • Шон Пенн — «Я — Сем»                                                           |                                                            |
| Найкраща чоловіча роль Нагороду вручала Джулія Робертс                       | • Вілл Сміт — «Алі»                                                              |                                                            |
| Найкраща чоловіча роль Нагороду вручала Джулія Робертс                       | • Том Вілкінсон — «У спальні»                                                    |                                                            |
| Найкраща жіноча роль Нагороду вручав Рассел Кроу                             |                                                                                  | • Геллі Беррі — «Бал монстрів»                             |
| Найкраща жіноча роль Нагороду вручав Рассел Кроу                             | • Джуді Денч — «Айріс»                                                           |                                                            |
| Найкраща жіноча роль Нагороду вручав Рассел Кроу                             | • Ніколь Кідман — «Мулен Руж!»                                                   |                                                            |
| Найкраща жіноча роль Нагороду вручав Рассел Кроу                             | • Сіссі Спейсек — «У спальні»                                                    |                                                            |
| Найкраща жіноча роль Нагороду вручав Рассел Кроу                             | • Рене Зеллвегер — «Щоденник Бріджит Джонс»                                      |                                                            |
| Найкраща чоловіча роль другого плану Нагороду вручала Марша Ґей Харден       |                                                                                  | • Джим Бродбент — «Айріс»                                  |
| Найкраща чоловіча роль другого плану Нагороду вручала Марша Ґей Харден       | • Ітан Гоук — «Тренувальний день»                                                |                                                            |
| Найкраща чоловіча роль другого плану Нагороду вручала Марша Ґей Харден       | • Бен Кінґслі — «Сексуальна тварюка»                                             |                                                            |
| Найкраща чоловіча роль другого плану Нагороду вручала Марша Ґей Харден       | • Єн Маккеллен — «Володар перснів: Братерство персня»                            |                                                            |
| Найкраща чоловіча роль другого плану Нагороду вручала Марша Ґей Харден       | • Джон Войт — «Алі»                                                              |                                                            |
| Найкраща жіноча роль другого плану Нагороду вручав Бенісіо дель Торо         |                                                                                  | • Дженніфер Коннеллі — «Ігри розуму»                       |
| Найкраща жіноча роль другого плану Нагороду вручав Бенісіо дель Торо         | • Гелен Міррен — «Госфорд-парк»                                                  |                                                            |
| Найкраща жіноча роль другого плану Нагороду вручав Бенісіо дель Торо         | • Меггі Сміт — «Госфорд-парк»                                                    |                                                            |
| Найкраща жіноча роль другого плану Нагороду вручав Бенісіо дель Торо         | • Маріса Томей — «У спальні»                                                     |                                                            |
| Найкраща жіноча роль другого плану Нагороду вручав Бенісіо дель Торо         | • Кейт Вінслет — «Айріс»                                                         |                                                            |
| Найкращий оригінальний сценарій Нагороду вручали Гвінет Пелтроу та Ітан Гоук |                                                                                  | • Джуліан Феллоуз — «Госфорд-парк»                         |
| Найкращий оригінальний сценарій Нагороду вручали Гвінет Пелтроу та Ітан Гоук | • Гійом Лоран, Жан-П'єр Жене — «Амелі»                                           |                                                            |
| Найкращий оригінальний сценарій Нагороду вручали Гвінет Пелтроу та Ітан Гоук | • Крістофер Нолан, Джонатан Нолан — «Пам'ятай»                                   |                                                            |
| Найкращий оригінальний сценарій Нагороду вручали Гвінет Пелтроу та Ітан Гоук | • Майло Аддіка, Вілл Рокос — «Бал монстрів»                                      |                                                            |
| Найкращий оригінальний сценарій Нагороду вручали Гвінет Пелтроу та Ітан Гоук | • Вес Андерсон, Овен Вілсон — «Родина Тененбаумів»                               |                                                            |
| Найкращий адаптований сценарій Нагороду вручали Гвінет Пелтроу та Ітан Гоук  |                                                                                  | • Аківа Голдсман — «Ігри розуму»                           |
| Найкращий адаптований сценарій Нагороду вручали Гвінет Пелтроу та Ітан Гоук  | • Деніел Клоуз, Террі Цвігофф — «Світ примар»                                    |                                                            |
| Найкращий адаптований сценарій Нагороду вручали Гвінет Пелтроу та Ітан Гоук  | • Роберт Фестінгер, Тодд Філд — «У спальні»                                      |                                                            |
| Найкращий адаптований сценарій Нагороду вручали Гвінет Пелтроу та Ітан Гоук  | • Френ Велш, Пітер Джексон, Філіппа Боєнс — «Володар перснів: Братерство персня» |                                                            |
| Найкращий адаптований сценарій Нагороду вручали Гвінет Пелтроу та Ітан Гоук  | • Тед Елліот, Террі Россіо, Джо Стіллман, Роджер С. Г. Шульман — «Шрек»          |                                                            |
| Найкращий анімаційний повнометражний фільм Нагороду вручав Натан Лейн        |                                                                                  | • «Шрек» — Арон Ворнер                                     |
| Найкращий анімаційний повнометражний фільм Нагороду вручав Натан Лейн        | • «Джиммі Нейтрон: Хлопчик-геній» — Стів Одекерк, Джон А. Девіс                  |                                                            |
| Найкращий анімаційний повнометражний фільм Нагороду вручав Натан Лейн        | • «Корпорація монстрів» — Піт Доктер, Джон Лассетер                              |                                                            |
| Найкращий фільм іноземною мовою Нагороду вручали Шарон Стоун і Джон Траволта |                                                                                  | • «Нічия земля» — Боснія і Герцоговина, реж. Даніс Тановіч |
| Найкращий фільм іноземною мовою Нагороду вручали Шарон Стоун і Джон Траволта | • «Амелі» — Франція, реж. Жан-П'єр Жене                                          |                                                            |
| Найкращий фільм іноземною мовою Нагороду вручали Шарон Стоун і Джон Траволта | • «Еллінґ» — Норвегія, реж. Петтер Несс                                          |                                                            |
| Найкращий фільм іноземною мовою Нагороду вручали Шарон Стоун і Джон Траволта | • «Лагаан: Одного разу в Індії» — Індія, реж. Ашутош Говарікер                   |                                                            |
| Найкращий фільм іноземною мовою Нагороду вручали Шарон Стоун і Джон Траволта | • «Син нареченої» — Аргентина, реж. Хуан Хосе Кампанелья                         |                                                            |

### Інші категорії
| Категорії                                                                                  | Лауреати і номінанти                                                                                  |
| ------------------------------------------------------------------------------------------ | --- |
| Найкраща музика до фільму Нагороду вручали Г'ю Грант і Сандра Буллок                       | • «Володар перснів: Братерство персня» — Говард Шор                                                   |
| Найкраща музика до фільму Нагороду вручали Г'ю Грант і Сандра Буллок                       | • «Штучний розум» — Джон Вільямс                                                                      |
| Найкраща музика до фільму Нагороду вручали Г'ю Грант і Сандра Буллок                       | • «Ігри розуму» — Джеймс Горнер                                                                       |
| Найкраща музика до фільму Нагороду вручали Г'ю Грант і Сандра Буллок                       | • «Гаррі Поттер і філософський камінь» — Джон Вільямс                                                 |
| Найкраща музика до фільму Нагороду вручали Г'ю Грант і Сандра Буллок                       | • «Корпорація монстрів» — Ренді Ньюман                                                                |
| Найкраща пісня до фільму Нагороду вручала Дженніфер Лопес                                  | • «If I Didn't Have You» — «Корпорація монстрів» — музика та слова: Ренді Ньюман                      |
| Найкраща пісня до фільму Нагороду вручала Дженніфер Лопес                                  | • «May It Be» — «Володар перснів: Братерство персня» — музика та слова: Енія, Нікі Раян, Рома Раян    |
| Найкраща пісня до фільму Нагороду вручала Дженніфер Лопес                                  | • «There You'll Be» — «Перл-Гарбор» — музика та слова: Даян Воррен                                    |
| Найкраща пісня до фільму Нагороду вручала Дженніфер Лопес                                  | • «Until» — «Кейт і Лео» — музика та слова: Стінг                                                     |
| Найкраща пісня до фільму Нагороду вручала Дженніфер Лопес                                  | • «Vanilla Sky» — «Ванільне небо» — музика та слова: Пол Маккартні                                    |
| Найкраща операторська робота Нагороду вручала Джоді Фостер                                 | • «Володар перснів: Братерство персня» — Ендрю Лесні                                                  |
| Найкраща операторська робота Нагороду вручала Джоді Фостер                                 | • «Амелі» — Бруно Дельбоннель                                                                         |
| Найкраща операторська робота Нагороду вручала Джоді Фостер                                 | • «Падіння „Чорного яструба“» — Славомір Ідзяк                                                        |
| Найкраща операторська робота Нагороду вручала Джоді Фостер                                 | • «Людина, якої не було» — Роджер Дікінс                                                              |
| Найкраща операторська робота Нагороду вручала Джоді Фостер                                 | • «Мулен Руж!» — Дональд Макальпін                                                                    |
| Найкраща робота художника-постановника, художника-декоратора Нагороду вручала Камерон Діас | • «Мулен Руж!» — постановник: Кетрін Мартін, декоратор: Бріджитт Брош                                 |
| Найкраща робота художника-постановника, художника-декоратора Нагороду вручала Камерон Діас | • «Амелі» — постановник: Алін Бонетто, декоратор: Марі-Лор Валла                                      |
| Найкраща робота художника-постановника, художника-декоратора Нагороду вручала Камерон Діас | • «Госфорд-парк» — постановник: Стефен Олтмен, декоратор: Ганна Піннок                                |
| Найкраща робота художника-постановника, художника-декоратора Нагороду вручала Камерон Діас | • «Гаррі Поттер і філософський камінь» — постановник: Стюарт Крейг, декоратор: Стефані Макміллан      |
| Найкраща робота художника-постановника, художника-декоратора Нагороду вручала Камерон Діас | • «Володар перснів: Братерство персня» — постановник: Грант Мейджор, декоратор: Ден Хенна             |
| Найкращий дизайн костюмів Нагороду вручали Овен Вілсон і Бен Стіллер                       | • «Мулен Руж!» — Кетрін Мартін, Енгус Стретай                                                         |
| Найкращий дизайн костюмів Нагороду вручали Овен Вілсон і Бен Стіллер                       | • «Історія з намистом» — Мілена Канонеро                                                              |
| Найкращий дизайн костюмів Нагороду вручали Овен Вілсон і Бен Стіллер                       | • «Госфорд-парк» — Дженні Беван                                                                       |
| Найкращий дизайн костюмів Нагороду вручали Овен Вілсон і Бен Стіллер                       | • «Гаррі Поттер і філософський камінь» — Джудіанна Маковскі                                           |
| Найкращий дизайн костюмів Нагороду вручали Овен Вілсон і Бен Стіллер                       | • «Володар перснів: Братерство персня» — Найла Діксон, Річард Тейлор                                  |
| Найкращий монтаж Нагороду вручав Вілл Сміт                                                 | • «Падіння „Чорного яструба“» — П'єтро Скалія                                                         |
| Найкращий монтаж Нагороду вручав Вілл Сміт                                                 | • «Ігри розуму» — Майк Гілл, Денієл П. Генлі                                                          |
| Найкращий монтаж Нагороду вручав Вілл Сміт                                                 | • «Володар перснів: Братерство персня» — Джон Гілберт                                                 |
| Найкращий монтаж Нагороду вручав Вілл Сміт                                                 | • «Пам'ятай» — Доді Дорн                                                                              |
| Найкращий монтаж Нагороду вручав Вілл Сміт                                                 | • «Мулен Руж!» — Джилл Білкок                                                                         |
| Найкращий грим Нагороду вручали Різ Візерспун і Раян Філіпп                                | • «Володар перснів: Братерство персня» — Пітер Оуен, Річард Тейлор                                    |
| Найкращий грим Нагороду вручали Різ Візерспун і Раян Філіпп                                | • «Ігри розуму» — Грег Кенном, Коллін Каллаган                                                        |
| Найкращий грим Нагороду вручали Різ Візерспун і Раян Філіпп                                | • «Мулен Руж!» — Мауріціо Сільві, Альдо Синьйоретті                                                   |
| Найкращий звук Нагороду вручала Геллі Беррі                                                | • «Падіння „Чорного яструба“» — Майкл Мінклер, Майрон Неттінга, Кріс Манро                            |
| Найкращий звук Нагороду вручала Геллі Беррі                                                | • «Амелі» — Венсан Арнарді, Гійом Леріше, Жан Уманскі                                                 |
| Найкращий звук Нагороду вручала Геллі Беррі                                                | • «Володар перснів: Братерство персня» — Крістофер Бойс, Майкл Семанік, Гетін Кріг, Геммонд Пік       |
| Найкращий звук Нагороду вручала Геллі Беррі                                                | • «Мулен Руж!» — Енді Нельсон, Ганна Бельмер, Роджер Севедж, Гунтіс Сікс                              |
| Найкращий звук Нагороду вручала Геллі Беррі                                                | • «Перл-Гарбор» — Кевін О'Коннелл, Грег П. Расселл, Пітер Дж. Девлін                                  |
| Найкращий звуковий монтаж Нагороду вручала Геллі Беррі                                     | • «Перл-Гарбор» — Джордж Воттерс II, Крістофер Бойс                                                   |
| Найкращий звуковий монтаж Нагороду вручала Геллі Беррі                                     | • «Корпорація монстрів» — Гері Райдстром, Майкл Сільверс                                              |
| Найкращі візуальні ефекти Нагороду вручали Кірстен Данст і Тобі Магуайр                    | • «Володар перснів: Братерство персня» — Джим Рігель, Рендалл Вільям Кук, Річард Тейлор, Марк Стетсон |
| Найкращі візуальні ефекти Нагороду вручали Кірстен Данст і Тобі Магуайр                    | • «Штучний розум» — Денніс М'юрен, Скотт Фаррар, Стен Вінстон, Майкл Лант'єрі                         |
| Найкращі візуальні ефекти Нагороду вручали Кірстен Данст і Тобі Магуайр                    | • «Перл-Гарбор» — Ерік Бревіг, Джон Фрейз'єр, Ед Гірш, Бен Сноу                                       |
| Найкращий документальний повнометражний фільм Нагороду вручав Семюел Л. Джексон            | • «Вбивство недільного ранку» (Un coupable idéal) — Жан-Ксав'є де Лістрад, Дені Понсе                 |
| Найкращий документальний повнометражний фільм Нагороду вручав Семюел Л. Джексон            | • «Діти підземелля» (Children Underground) — Едет Белзберг                                            |
| Найкращий документальний повнометражний фільм Нагороду вручав Семюел Л. Джексон            | • «Родина Лалі: Спадок бавовни» (LaLee's Kin: The Legacy of Cotton) — Сьюзен Фремке, Дебора Діксон    |
| Найкращий документальний повнометражний фільм Нагороду вручав Семюел Л. Джексон            | • «Обіцянки» — Джастін Шапіро, Б. З. Голдберґ                                                         |
| Найкращий документальний повнометражний фільм Нагороду вручав Семюел Л. Джексон            | • «Військовий фотограф» (War Photographer) — Крістіан Фрай                                            |
| Найкращий документальний короткометражний фільм Нагороду вручав Семюел Л. Джексон          | • «Тот» (Thoth) — Сара Кернокан, Лінн Еппелл                                                          |
| Найкращий документальний короткометражний фільм Нагороду вручав Семюел Л. Джексон          | • «Артисти і сироти: Справжня драма» (Artists and Orphans: A True Drama) — Ліан Клейппер-Макнеллі     |
| Найкращий документальний короткометражний фільм Нагороду вручав Семюел Л. Джексон          | • «Співай!» (Sing!) — Фріда Лі Мок, Джессіка Сандерс                                                  |
| Найкращий анімаційний короткометражний фільм Нагороду вручали Наомі Воттс і Г'ю Джекмен    | • «Про пташок» (For the Birds) — Ральф Егглстон                                                       |
| Найкращий анімаційний короткометражний фільм Нагороду вручали Наомі Воттс і Г'ю Джекмен    | • «Наполовину сірий» (Fifty Percent Grey) — Руайрі Робінсон, Шеймус Бірн                              |
| Найкращий анімаційний короткометражний фільм Нагороду вручали Наомі Воттс і Г'ю Джекмен    | • «Не вірь очам своїм» (Give Up Yer Aul Sins) — Катал Гаффні, Дарра О'Коннелл                         |
| Найкращий анімаційний короткометражний фільм Нагороду вручали Наомі Воттс і Г'ю Джекмен    | • «Дивні прибульці» (Strange Invaders) — Корделл Баркер                                               |
| Найкращий анімаційний короткометражний фільм Нагороду вручали Наомі Воттс і Г'ю Джекмен    | • «Проблема з бородою» () — Джозеф Е. Мерідет                                                         |
| Найкращий ігровий короткометражний фільм Нагороду вручали Наомі Воттс і Г'ю Джекмен        | • «Бухгалтер» (The Accountant) — Рей Маккіннон, Ліза Блаунт                                           |
| Найкращий ігровий короткометражний фільм Нагороду вручали Наомі Воттс і Г'ю Джекмен        | • «Копіювальна контора» (Copy Shop) — Вірджіл Відріч                                                  |
| Найкращий ігровий короткометражний фільм Нагороду вручали Наомі Воттс і Г'ю Джекмен        | • «Видатний винахід Грегора» (Gregors größte Erfindung) — Йоханнес Кіфер                              |
| Найкращий ігровий короткометражний фільм Нагороду вручали Наомі Воттс і Г'ю Джекмен        | • «Чоловіча справа» (Męska sprawa) — Славомір Фабіцький, Богуміл Годфрейов                            |
| Найкращий ігровий короткометражний фільм Нагороду вручали Наомі Воттс і Г'ю Джекмен        | • «Темп для трагічних акторів» (Speed for Thespians) — Кальман Еппл, Шаміла Бакхш                     |

### Особливі нагороди
| Категорія                                                                                  | Лауреати |
| ------------------------------------------------------------------------------------------ | --- |
| Премія за видатні заслуги у кінематографі Нагороду вручали Дензел Вашингтон і Волтер Міріш | • «Сідні Пуатьє — в знак визнання його видатних досягнень, як митця і як людини»                                                              |
| Премія за видатні заслуги у кінематографі Нагороду вручала Барбра Стрейзанд                | • «Роберту Редфорду — актору, режисеру, продюсеру, засновнику „Санденс“, натхненнику незалежних та новаційних кінематографістів усього світу» |
| Нагорода імені Джина Гершолта Нагороду вручали Елі Макгроу та Райан О'Ніл                  | • Артур Гіллер |